# Yuri Floriani
Yuri Floriani (né le 25 décembre 1981 à Trente) est un athlète italien, spécialiste du steeple.

## Biographie
Il fait partie du club militaire des Fiamme Gialle. Il mesure 1,80 m pour 64 kg. Son entraîneur est Gianni Benedetti. 16 convocations au total en équipe nationale.
Avant de faire partie des Fiamme Gialle, il a couru pour l'Atletica Trento, entraîné par Benedetti, il s'est ensuite installé à Altofonte, en Sicile, pour être suivi par Gaspare Polizzi, avec sa femme également athlète, puis il est revenu à Trente pour y être entraîné par Benedetti. Sa meilleure année est l'année 2012. Il remporte les championnats nationaux à six reprises, en 2005, 2007, 2008, 2010, 2011 et 2016.
Finaliste lors des championnats d'Europe à Helsinki en 2012, Yuri Floriani se qualifie pour la finale des Jeux olympiques de Londres en terminant deuxième de sa demi-finale. Il se classe treizième lors de la finale. Son meilleur temps est de 8 min 22 s 62 obtenu lors du Golden Gala en mai 2012.
Le 26 juin 2016, lors des championnats italiens à Rieti, il court le 3 000 m steeple qu'il remporte, en 8 min 30 s 03, ce qui est très légèrement au-dessus du minima pour les Jeux olympiques de Rio. L'IAAF annonce qu'elle repêchera des athlètes sur cette épreuve pour remplir les quotas et il est finalement retenu par le CONI le 14 juillet 2016.

## Meilleurs temps
- 800 m		1:56.25		2006	Palerme
- 1500 m		3:41.12		2012	Villafranca di Verona
- 1500 m	en salle	3:51.90		2012	Ancône
- 3000 m	en salle	7:55.79		2009	Karlsruhe
- 3000 m		8:01.53		2006	Turin
- 5000 m		14:22.82		2013	Bressanone
- Semi-marathon A	Route	1h07:56		2015	Terrasini
- 2000 Steeple H91		5:35.01		2009	Villafranca di Verona
- 3000 Steeple H91		8:22.62		2012	Rome